# 46669 Wangyongzhi
46669 Wangyongzhi è un asteroide della fascia principale. Scoperto nel 1996, presenta un'orbita caratterizzata da un semiasse maggiore pari a 3,0402338 UA e da un'eccentricità di 0,1105140, inclinata di 13,05117° rispetto all'eclittica. Intitolato a Wang Yongzhi, scienziato aerospaziale cinese.